# Andrea
- Commons
- Wikispecies

Andrea Mez  é um género botânico pertencente à família Bromeliaceae, subfamília Bromelioideae.<
É um género colonizador de rochas,  encontrado como plantas endêmicas no sudeste Brasileiro, e está ameaçado de extinção. Só é encontrado em poucos habitats de Minas Gerais.

## Sinonímia
- Nidularium Lem.

## Espécies
Apresenta três espécies:
- Andrea selloana
- Andrea sellowiana
- Andreadoxa flava